# Edson Reis de França
Edson Reis de França (Natal, 14 de março de 1930 — Rio de Janeiro, 15 de abril de 1965) foi um cantor, violonista e compositor brasileiro.

## Carreira
Juntamente com Paulo Gilvan Duarte Bezerril e João Manoel de Araújo Costa Netto, criou em 1950 o Trio Irakitan, que fez sucesso no exterior (Venezuela, Colômbia, Caribe e México) e no Brasil, após o seu retorno, em 1954. O grupo participou de dezoito filmes. 
Em seu apartamento, na Avenida Copacabana, Edson se suicidou com um tiro na testa, em 15 de abril de 1965, logo após ter assassinado com um tiro no ouvido a sua companheira, Leila Tavares de França, de 23 anos. As mortes foram descobertas quando seu colega de trio, Paulo Gilvan, fora lhe visitar e não foi atendido.